# Silberschnur Verlag
Der Silberschnur Verlag ist ein Verlag für Spiritualität und Lebenskunst unter der Leitung von Stefan Huber mit Sitz in Güllesheim.

## Geschichte
Der Silberschnur Verlag wurde im Oktober 1982 von Helga Huber gegründet, die sich zeitlebens mit esoterischen Themen beschäftigte. Zu den ersten Veröffentlichungen des Verlags zählen Ein tibetanischer Mönch spricht aus dem Jenseits, von Cyral A. Wild und Worte aus der Quelle, von Lois Gittner. Der Verlag erhielt außerdem die Erstrechte für das Buch der Sterbeforscherin Elisabeth Kübler-Ross Über den Tod und das Leben danach, welches bis heute auf der ganzen Welt über eine Million Mal verkauft wurde.
Seit 2015 gehört ebenfalls der Omega-Verlag zur Verlagsgruppe und seit 2019 der Grasmück-Verlag. Seit 2024 wird auch ein Teil des Kamphausen Media Programms bei Silberschnur weitergeführt.

### Namensgebung
Der Verlag ist benannt nach der Silberschnur, einer Verbindung der Seele zum irdischen Körper. Diese Verbindung bleibt ein ganzes Leben bestehen, auch wenn die Seele zeitweise den Körper verlässt, wie beispielsweise im Schlaf oder in Trance. Erst mit dem Tod wird diese Verbindung getrennt.

## Programm und Autoren
Insgesamt umfasst das Verlagsprogramm mehr als 900 Veröffentlichungen unter anderem aus den Themenbereichen Spiritualität, Lebenskunst und Gesundheit. Zu den bekanntesten Autoren des Verlags zählen beispielsweise Anjana Gill, Kurt Tepperwein und Daniel Meurois.